# Белопольский, Василий Харитонович
Василий Харитонович Белопольский (15 октября 1924, Голубовка, Черниговская губерния — 15 июля 1993, Херсон) — командир отделения стрелкового батальона 1339-го стрелкового полка (318-я стрелковая дивизия, Приморская армия, 4-й Украинский фронт).

## Биография
Василий Харитонович Белопольский родился в крестьянской семье в селе Голубовка (ныне — Середино-Будский район Сумской области). Окончил в 1938 году Голубовскую школу. Работал в городе Ишимбае (Башкирская АССР) сварщиком на нефтеперерабатывающем заводе.
В августе 1942 года Ишимбайским райвоенкоматом он был призван в ряды Красной армии. С декабря 1942 года на фронтах Великой Отечественной войны.
5 мая 1944 года во время прорыва обороны противника при освобождении города Севастополь командир отделения сержант Белопольский получил приказ уничтожить ДЗОТ противника. Он со своим отделением скрытно подобрался к нему и забросал его противотанковыми гранатами. 6 — 7 мая отличился при отражении атак противника на высотах Безымянная и Горная, при этом он уничтожил до 10 солдат противника. Был ранен. Приказом по 318 стрелковой дивизии от 25 мая 1944 года он был награждён орденом Славы 3-й степени.
В боях в районе города Ружомберок (Словакия) старший сержант Белопольский при штурме высоты 7 марта 1945 года первым поднял своё отделения, уничтожил ручной пулемёт препятствующий продвижению, благодаря чему высоты была взята. 8 марта при отражении контратаки противника огнём из автомата уничтожил 3-х солдат противника. 11 марта, когда противник силами до 200 человек просочился в боевые тыла частей Красной армии и пытался перерезать проходы, Белопольский со своим отделением выдвинулся на фланг и стал теснить противника. В этом бою он с отделением уничтожил 8 солдат противника. Приказом по 138 стрелковой дивизии от 19 апреля 1945 года он был повторно награждён орденом Славы 3-й степени.
В боях за город Бобров с 1 по 11 апреля 1945 года в составе 178-го стрелкового полка лично подавил вражеский дот, сжег несколько автомобилей с боеприпасами, уничтожил немало солдат противника. 11 апреля 1945 года был ранен, но поле боя не покинул. Был представлен к ордену Красной Звезды, но приказом по фронту от 11 июня 1945 года был в третий раз награждён орденом Славы 3-й степени.
Указом Президиума Верховного Совета СССР от 3 июля 1978 года, приказы о награждении Белопольского орденами Славы 3-й степени были отменены и он был награждён орденами 2-й и 1-й степени.
В сентябре 1945 года Белопольский демобилизовался, жил в городе Херсон. Работал газоэлектросварщиком в Херсонской изыскательской партии.
6 апреля 1985 года в порядке массового награждения участников Великой Отечественной войны был награждён орденом Отечественной войны 1-й степени.
Василий Харитонович Белопольский скончался 15 июля 1993 года.